# Uçan ağıl
Pour les articles homonymes, voir Agil.
Uçan ağıl est un monument archéologique au nord du village de Sirab dans le district de Babak en Azerbaïdjan.

## Description
Uçan ağıl a été étudié par des fouilles archéologiques en 2015-2017 lors d'une expédition archéologique internationale Azerbaïdjan-France dirigée par Vali Bakhshaliyev et Catherine Marro.
Les matériaux de surface du monument archéologique sont des céramiques avec des plats peints et des contributions de paille. Parmi les trouvailles figurent des pièces en céramique appartenant à la culture Kouro-Araxe. Parmi les découvertes, il convient de noter qu'un certain nombre d'outils, similaires aux haches en pierre sont connus de Duzdag. Des fouilles ont été effectuées sur trois sites. La taille de la première zone était de 5 x 5 m, la deuxième zone de même et la troisième zone de 5 x 10 m.
Les fouilles montrent que la couche culturelle est comprise entre 0,2-1,20 cm selon le relief. Au cours de l'enquête sur Uçan ağıl, des échantillons de céramique rouge avec des contributions de paille et des fragments de bols peints ont été découverts.